# Valeriu Traian Frențiu
Valeriu Traian Frențiu (25 de abril de 1875 - 11 de julio de 1952) fue obispo de la Eparquía de Oradea Mare de la Iglesia greco-católica rumana desde 1922 hasta su muerte en 1952. Su beatificación se produjo el 2 de junio de 2019.
El 4 de noviembre de 1912 fue nombrado obispo de Lugoj a los 37 años. En 1922, Frentiu fue trasladado a Oradea. 
Después de la muerte del obispo Alexander Niculescu en 1941, Frentiu fue trasladado al cargo de Administrador Apostólico de la Arquidiócesis de Alba Iulia y Fagaras, donde ejerció su ministerio durante la guerra. En 1947, regresó a Oradea.
Bajo la persecución comunista, en Oradea fue arrestado el 28 de octubre de 1948 y fue al campo de Dragoslavele, y luego, al negarse a pasar por la iglesia ortodoxa rumana en febrero de 1949, fue llevado al monasterio de Căldăruşani. 
En 1950 llegó a la prisión de Sighet, donde, después de dos años, incapaz de soportar la dureza del régimen de exterminio, murió el 11 de julio de 1952. Con otros obispos también muertos en Sighet, fue enterrado en una noche, sin ataúd en un fosa común en el Cementerio de los Pobres. Su tumba fue nivelada para ocultar su lugar de entierro y evitar peregrinaciones a las tumbas de los mártires asesinados en Sighet.
En 2011, por decisión del Ayuntamiento, Valeriu Traian Frenţiu Obispo Mártir fue elegido Ciudadano Honorario de Resita Post Mortem, ciudad de donde nació.
El 19 de marzo de 2019, el Papa Francisco aprobó la beatificación de Frenţiu y otros seis obispos greco-católicos asesinados por el régimen comunista en Rumania a mediados del siglo XX.[4] El Papa Francisco presidió personalmente la beatificación de Frențiu y los otros seis obispos en Liberty Field en Blaj, Rumania, el 2 de junio de 2019.[1][2]